# おぼえてますか (アルバム)
『おぼえてますか』は、1973年10月25日に発売されたアン・ルイスの1枚目のスタジオ・アルバム。発売元はビクターレコード。規格品番は、LP:SJX-154。

## 概要
前年に発売されたアルバム『雨の御堂筋 / アン・ルイス・ベンチャーズ・ヒットを歌う』はカバー曲集であったため、オリジナル・アルバムとしては本作が最初の作品となる。
4枚目のシングル「わかりません」、5枚目のシングル「おぼえてますか」の2曲が収録されている。
2018年3月7日には、発売からおよそ45年の年月を経て初のCD化が実現された。

## 収録曲

### LP
| #         | タイトル                 | 作詞       | 作曲             | 編曲             | 時間  |
| --------- | ------------------------ | ---------- | ---------------- | ---------------- | ----- |
| 1.        | 「おぼえてますか」       | 安井かずみ | 川口真           | 川口真           | 3:27  |
| 2.        | 「ひとりぼっちの男の子」 | 千家和也   | 井上大輔         | 竜崎孝路         | 2:40  |
| 3.        | 「約束したけれど」       | 千家和也   | すぎやまこういち | すぎやまこういち | 2:45  |
| 4.        | 「さくらさくら」         | 千家和也   | 竜崎孝路         | 竜崎孝路         | 3:35  |
| 5.        | 「わるい噂」             | 安井かずみ | 川口真           | 川口真           | 3:13  |
| 6.        | 「恋のフラワー・ソング」 | なかにし礼 | 森田公一         | 竜崎孝路         | 2:59  |
| 合計時間: | 合計時間:                | 合計時間:  | 合計時間:        | 合計時間:        | 18:39 |

| #         | タイトル                  | 作詞       | 作曲               | 編曲             | 時間  |
| --------- | ------------------------- | ---------- | ------------------ | ---------------- | ----- |
| 1.        | 「わかりません」          | 安井かずみ | ジェーン・ナカシマ | 川口真           | 3:27  |
| 2.        | 「好きだから 好きだから」 | 千家和也   | 井上忠夫           | 竜崎孝路         | 3:08  |
| 3.        | 「サヨナラは言わない」    | 山上路夫   | 川口真             | 川口真           | 3:45  |
| 4.        | 「北々東に進路をとれ」    | 千家和也   | 竜崎孝路           | 竜崎孝路         | 3:08  |
| 5.        | 「恋は何いろ」            | 千家和也   | すぎやまこういち   | すぎやまこういち | 3:08  |
| 6.        | 「あのね……」              | 安井かずみ | ジェーン・ナカシマ | 川口真           | 3:08  |
| 合計時間: | 合計時間:                 | 合計時間:  | 合計時間:          | 合計時間:        | 19:44 |

### CD
| #         | タイトル                  | 作詞       | 作曲               | 編曲             | 時間  |
| --------- | ------------------------- | ---------- | ------------------ | ---------------- | ----- |
| 1.        | 「おぼえてますか」        | 安井かずみ | 川口真             | 川口真           | 3:27  |
| 2.        | 「ひとりぼっちの男の子」  | 千家和也   | 井上大輔           | 竜崎孝路         | 2:40  |
| 3.        | 「約束したけれど」        | 千家和也   | すぎやまこういち   | すぎやまこういち | 2:45  |
| 4.        | 「さくらさくら」          | 千家和也   | 竜崎孝路           | 竜崎孝路         | 3:35  |
| 5.        | 「わるい噂」              | 安井かずみ | 川口真             | 川口真           | 3:13  |
| 6.        | 「恋のフラワー・ソング」  | なかにし礼 | 森田公一           | 竜崎孝路         | 2:59  |
| 7.        | 「わかりません」          | 安井かずみ | ジェーン・ナカシマ | 川口真           | 3:27  |
| 8.        | 「好きだから 好きだから」 | 千家和也   | 井上忠夫           | 竜崎孝路         | 3:08  |
| 9.        | 「サヨナラは言わない」    | 山上路夫   | 川口真             | 川口真           | 3:45  |
| 10.       | 「北々東に進路をとれ」    | 千家和也   | 竜崎孝路           | 竜崎孝路         | 3:08  |
| 11.       | 「恋は何いろ」            | 千家和也   | すぎやまこういち   | すぎやまこういち | 3:08  |
| 12.       | 「あのね……」              | 安井かずみ | ジェーン・ナカシマ | 川口真           | 3:08  |
| 合計時間: | 合計時間:                 | 合計時間:  | 合計時間:          | 合計時間:        | 38:28 |

### 曲解説
「おぼえてますか」
5枚目のシングルA面曲。
「わかりません」
4枚目のシングルA面曲。
「あのね……」
シングル「おぼえてますか」のB面曲。

## 参考資料
- アン・ルイス、初期アルバム7作品が紙ジャケ仕様で復刻  –  音楽ナタリー
- アン・ルイス、1972～1977年にリリースした初期アルバム6作を配信開始  – OKMUSiC